# Cartão de Natal
Cartões de Natal são parte das tradicionais celebrações natalinas em várias partes do mundo envolvendo tanto cristãos como não cristãos. Os cartões são trocados durante as semanas que precedem o dia 25 de dezembro contendo mensagens relacionadas ao Natal, as quais variam de mensagens mais religiosas através da citação de versículos bíblicos ou mais neutras como "Boas festas" ou "Feliz Natal e um próspero ano novo".